# Ašer
Ašer nebo Asser (hebrejsky אָשֵׁר) je postava ze starozákonní knihy Genesis, osmý syn patriarchy Jákoba a spolu s Gádem jeden ze dvou, které Jákob zplodil se služkou Zilpou.
Byl zakladatelem Ašerovců, jednoho z dvanácti izraelských kmenů, který se usadil v severozápadní části Kanaánu na pobřeží Středozemního moře mezi městy Akko a Sidón (pravděpodobně však ovládal pouze část tohoto území). Byla to úrodná oblast, produkující množství obilí, ovoce i oliv, což se dává do souvislosti s významem slova ašer jako „blažený“. Jméno však bývá spojováno také s pohanskou bohyní plodnosti Ašerou nebo s názvem jednoho z mořských národů Uešeš.
Ašer měl podle Tóry první manželku Adon a druhou Haduru. Jeho synové byli Jimna, Jišva, Jišví a Beria, měl také dceru Serach.